# Danny Blanchflower
Robert Dennis "Danny" Blanchflower (Belfast, 10 de fevereiro de 1926 - Londres, 9 de dezembro de 1993) foi um futebolista norte-irlandês.
Iniciou a carreira ao fim da Segunda Guerra Mundial, no Glentoran, tradicional clube local. Em 1949, foi trazido à Inglaterra para jogar no Barsnley. Dois anos depois, foi para o Aston Villa. Mas foi no Tottenham Hotspur, para onde foi em 1954 (e encerraria a carreira, dez anos depois) que se tornaria ídolo.
Nos seus dez anos no White Hart Lane, Blanchflower jogou 337 partidas. A melhor temporada foi a de 1961, quando os Spurs tornaram-se a primeira equipe a conquistar simultaneamente o campeonato inglês e a FA Cup no século XX; a última vez em que o feito havia sido realizado fora em 1897, pelo Aston Villa. O título de 1961 é até hoje o segundo e último do clube na Liga Inglesa - o primeiro fora em 1951. Na temporada seguinte, novo título na FA Cup, que credenciou o Tottenham à disputa da Taça dos Clubes Vencedores de Taças de 1963, conquistada sobre o Atlético de Madrid com Blanchflower como capitão. A Recopa foi o primeiro título internacional oficial de um clube inglês.
Blanchflower jogou 56 partidas pela Irlanda do Norte, entre 1949 e 1963. Foi o capitão da Seleção Norte-Irlandesa na Copa do Mundo de 1958, a primeira (e, até a de 1982, única) Copa disputada pelo selecionado, que avançou até as quartas-de-final mesmo sorteado para um grupo que continha Alemanha Ocidental, Tchecoslováquia e Argentina.
Seu irmão mais novo, Jackie Blanchflower, era jogador do Manchester United e um dos Busby Babies que conseguiu sobreviver ao Desastre aéreo de Munique, que o fez perder não só Copa de 1958, mas o obrigaria a parar de jogar.